# Championnat d'Europe de la montagne 1964
Navigation
1963 1965
Le Championnat d'Europe de la montagne 1964 est la douzième saison du championnat du même nom organisé par la Fédération internationale de l'automobile (FIA). Le titre de champion d'Europe est remporté par le pilote ouest-allemand Edgar Barth. 
Trois épreuves comptent également pour le Championnat du monde des voitures de sport 1964.

## Épreuves de la saison
| N° | Épreuve                  | Date       | Pilote vainqueur    | Châssis                 | Champ. | Temps |
| -- | ------------------------ | ---------- | ------------------- | ----------------------- | ------ | ----- |
| 1  | Rossfeld - Berchtesgaden | 7 juin     | Edgar Barth         | Elva-Porsche 8 Cylinder | WSC    |       |
| 2  | Mont Ventoux (Avignon)   | 14 juin    | Maurice Trintignant | BRM P57                 |        |       |
| 3  | Gaisberg (Salzbourg)     | 28 juin    | Edgar Barth         | Porsche 718 W-RS        |        |       |
| 4  | Trento - Bondone         | 12 juillet | Edgar Barth         | Porsche 718 W-RS        |        |       |
| 5  | Cesana - Sestrières      | 26 juillet | Edgar Barth         | Porsche 718 W-RS        |        |       |
| 6  | Schauinsland (Fribourg)  | 11 août    | Edgar Barth         | Porsche 718 W-RS        | WSC    |       |
| 7  | Sierre - Crans-Montana   | 30 août    | Ludovico Scarfiotti | Ferrari 250 LM          | WSC    |       |

## Classement

### Catégorie Sport-prototype (Gr. 4)
Edgar Barth remporte la catégorie Sport-prototype et le titre de champion d'Europe pour la troisième fois.

### Catégorie Grand tourisme (Gr. 3)
Heini Walter remporte la catégorie Grand tourisme.

## Sources
- Résultat sur euromontagna.com